# Astragalus somcheticus
Astragalus somcheticus är en ärtväxtart som beskrevs av Karl Heinrich Koch. Astragalus somcheticus ingår i släktet vedlar, och familjen ärtväxter. Inga underarter finns listade i Catalogue of Life.